# 圣雷韦朗
圣雷韦朗（法語：Saint-Révérend，法語發音：[sɛ̃ ʁeveʁɑ̃]）是法国卢瓦尔河地区大区旺代省的一个市镇，位于该省西部，属于莱萨布勒多洛讷区。

## 地理
圣雷韦朗（46°41'56"N, 1°49'45"W）面积15.82 平方千米，位于法国卢瓦尔河地区大区旺代省，该省份为法国西部沿海省份，北起大西洋卢瓦尔省和曼恩-卢瓦尔省，西临大西洋，南至滨海夏朗德省，东部及东南部与德塞夫勒省接壤。
与圣雷韦朗接壤的市镇（或旧市镇、城区）包括：维河畔莱吉永、科埃克斯、勒弗努耶、日夫朗、维河畔圣迈克桑。

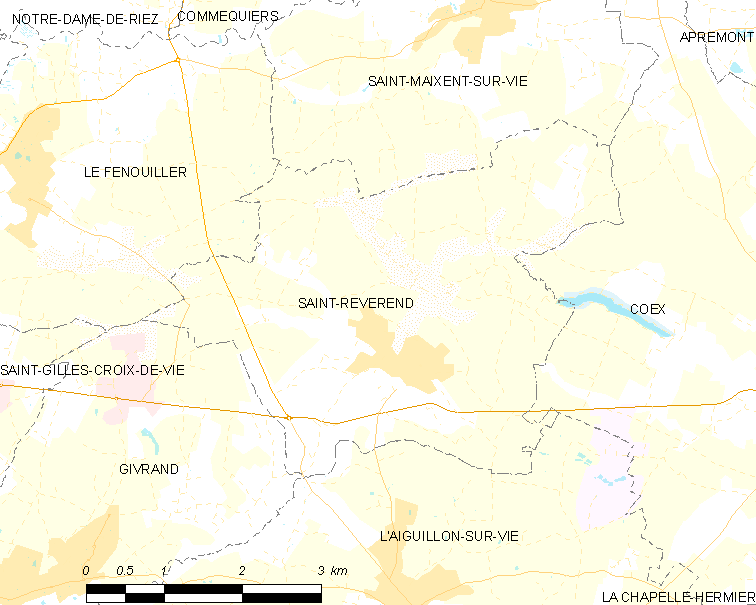
圣雷韦朗的OSM定位图

圣雷韦朗的时区为UTC+01:00、UTC+02:00（夏令时）。

## 行政
圣雷韦朗的邮政编码为85220，INSEE市镇编码为85268。

## 政治
圣雷韦朗所属的省级选区为圣伊莱尔德里耶县。

## 人口

1962-2008年间圣雷韦朗人口变化图示

圣雷韦朗于2022年1月1日时的人口数量为1526人。